# Governo Giolitti I
Il Governo Giolitti I è stato il ventinovesimo esecutivo del Regno d'Italia, il primo guidato da Giovanni Giolitti.  
Esso, nato in seguito alle dimissioni del governo precedente, è stato in carica dal 15 maggio 1892 al 15 dicembre 1893 (sebbene già dimissionario dal precedente 24 novembre), per un totale di 579 giorni, ovvero 1 anno e 7 mesi. 

## Compagine di governo

### Appartenenza politica
| Partito | Partito          | Presidente | Ministri | Sottosegretari | Totale |
| ------- | ---------------- | ---------- | -------- | -------------- | ------ |
|         | Sinistra storica | 1          | 11       | 11             | 23     |

### Situazione parlamentare
NOTA: Nonostante questo governo sia stato effettivamente privato della fiducia (seppur indirettamente e tramite un ordine del giorno), ai tempi del Regno d'Italia, poiché secondo lo Statuto Albertino il governo rispondeva nei fatti al solo Re (il quale, dando egli stesso una prima fiducia al governo, aveva il potere di far resistere l’esecutivo ad un voto della Camera dei deputati, come volte fece), il rapporto con il Parlamento in senso moderno non era pienamente obbligatorio (ed in tal senso vari sono stati i casi di formazione o sopravvivenza di un governo palesemente privo di tale supporto), ma diveniva sempre più fondamentale. La prassi di determinare la sopravvivenza dell’esecutivo in base al supporto parlamentare, dunque, si è andata sviluppando si da questi momenti, ma stabilmente solo successivamente, specie con l’ascesa dei partiti di massa e con l’introduzione del sistema proporzionale, in tempi molto più tardi rispetto all’unità, ed ufficialmente solo con la Costituzione della Repubblica Italiana. Per questo motivo, il grafico sottostante espone, secondo ricostruzioni e dichiarazioni, nonché secondo la composizione del governo ed anche secondo il voto effettivamente subìto, il supporto che questo ha ottenuto.
Al momento della sua formazione, il 15 maggio 1892, e fino al 23 novembre 1892 (XVII legislatura):
| Camera              | Collocazione | Partiti                         | Seggi     |
| ------------------- | ------------ | ------------------------------- | --------- |
| Camera dei deputati | Governo      | DEM (164), IND (7), PLC-D. (14) | 185 / 508 |
| Camera dei deputati | Astensione   | DEM (38)                        | 38 / 508  |
| Camera dei deputati | Opposizione  | DEM (84), PLC (34), ER (42)     | 160 / 508 |
| Camera dei deputati | Non votanti  | DEM (115), IND (10)             | 125 / 508 |

Dal 23 novembre 1892 (XVIII legislatura) al 19 maggio 1893:
| Camera              | Collocazione | Partiti             | Seggi     |
| ------------------- | ------------ | ------------------- | --------- |
| Camera dei deputati | Maggioranza  | DEM (323), IND (35) | 358 / 508 |
| Camera dei deputati | Opposizione  | PLC (93), ER (56)   | 150 / 508 |

Dal 19 maggio 1893 e fino alla sua caduta definitiva, il 15 dicembre 1893:
| Camera              | Collocazione | Partiti                     | Seggi     |
| ------------------- | ------------ | --------------------------- | --------- |
| Camera dei deputati | Governo      | DEM (98), IND (35)          | 133 / 508 |
| Camera dei deputati | Opposizione  | PLC (82), ER (55), PSRI (1) | 138 / 508 |
| Camera dei deputati | Non votanti  | DEM (225), PLC (11)         | 236 / 508 |

## Composizione
| Carica                                | Titolare                                                                                | Titolare                                                          | Titolare                                                              | Sottosegretario                                                                     |
| Presidenza del Consiglio dei ministri | Presidenza del Consiglio dei ministri                                                   | Presidenza del Consiglio dei ministri                             | Presidenza del Consiglio dei ministri                                 | Sottosegretario di Stato alla Presidenza del Consiglio                              |
| ------------------------------------- | --------------------------------------------------------------------------------------- | ----------------------------------------------------------------- | --------------------------------------------------------------------- | ----------------------------------------------------------------------------------- |
| Presidente del Consiglio dei ministri |                                                                                         |                                                                   | Giovanni Giolitti (Sinistra storica)                                  | Carica non assegnata                                                                |
| Ministero                             | Ministri                                                                                | Ministri                                                          | Ministri                                                              | Sottosegretario                                                                     |
| Affari Esteri                         |                                                                                         |                                                                   | Benedetto Brin (Indipendente)                                         | Luigi Ferrari                                                                       |
| Agricoltura, Industria e Commercio    |                                                                                         |                                                                   | Pietro Lacava (Sinistra storica) (dal 10 maggio 1889)                 | Antonino Di San Giuliano                                                            |
| Lavori Pubblici                       |                                                                                         |                                                                   | Francesco Genala (Sinistra storica) (fino al 12 novembre 1893)        | Giacomo Sani                                                                        |
| Lavori Pubblici                       | Giovanni Giolitti (Sinistra storica) Ad interim (dal 12 novembre 1893)                  |                                                                   |                                                                       | Giacomo Sani                                                                        |
| Interno                               |                                                                                         |                                                                   | Giovanni Giolitti (Sinistra storica)                                  | Pietro Rosano                                                                       |
| Pubblica Istruzione                   |                                                                                         |                                                                   | Ferdinando Martini (Sinistra storica)                                 | Scipione Ronchetti                                                                  |
| Guerra                                |                                                                                         |                                                                   | Luigi Pelloux (Indipendente)                                          | Francesco Carenzi                                                                   |
| Marina                                |                                                                                         |                                                                   | Simone Pacoret de Saint-Bon (Indipendente) (fino al 27 novembre 1892) | - Raffaele Corsi (fino al 18 ottobre 1892) - Giuseppe Palumbo (dal 18 ottobre 1892) |
| Marina                                | Benedetto Brin (Indipendente) Ad interim (dal 27 novembre 1892)                         |                                                                   |                                                                       | - Raffaele Corsi (fino al 18 ottobre 1892) - Giuseppe Palumbo (dal 18 ottobre 1892) |
| Finanze                               |                                                                                         |                                                                   | Vittorio Ellena (Sinistra storica) (fino al 7 luglio 1892)            | Giuseppe Lanzara                                                                    |
| Finanze                               | Bernardino Grimaldi (Sinistra storica) Ad interim (dal 7 luglio 1892 al 24 maggio 1893) |                                                                   |                                                                       | Giuseppe Lanzara                                                                    |
| Finanze                               |                                                                                         | Lazzaro Gagliardo (Sinistra storica) (dal 24 maggio 1893)         |                                                                       | Giuseppe Lanzara                                                                    |
| Grazia e Giustizia e Culti            |                                                                                         |                                                                   | Teodorico Bonacci (Sinistra storica) (fino al 24 maggio 1893)         | Pietro Nocito                                                                       |
| Grazia e Giustizia e Culti            |                                                                                         | Lorenzo Eula (Indipendente) (dal 24 maggio all’8 luglio 1893)     |                                                                       | Pietro Nocito                                                                       |
| Grazia e Giustizia e Culti            |                                                                                         | Francesco Santamaria-Nicolini (Indipendente) (dall’8 luglio 1893) |                                                                       | Pietro Nocito                                                                       |
| Poste e Telegrafi                     |                                                                                         |                                                                   | Camillo Finocchiaro Aprile (Sinistra storica)                         | Ulisse Papa                                                                         |
| Tesoro                                |                                                                                         |                                                                   | Bernardino Grimaldi (Sinistra storica)                                | Achille Fagiuoli                                                                    |

## Cronologia

### 1892
- 15 maggio - Il governo giura dinnanzi al Re.
- 25 maggio - Il Presidente del Consiglio espone alla Camera, in uno dei primi atti del parlamentarismo, il programma di governo, che venne tuttavia approvato solo con 169 favorevoli (160 contrari, 38 astenuti), una frazione dei parlamentari della Sinistra storica. Giovanni Giolitti dunque, tenuto conto dell’esigua maggioranza, si dimette, ma le dimissioni sono rifiutate dal Re.
- 27 settembre - A causa dell’incerta situazione politica, è sciolta la Camera dei Deputati e convocati gli elettori per il 6 e 13 novembre; e il nuovo Parlamento per il 23 novembre.
- 6-13 novembre: Si svolgono le elezioni politiche: il governo, pur non dimessosi, vede aumentare la sua base di supporto, avendo la Sinistra storica ottenuto ben oltre la maggioranza dei seggi (323) e la maggioranza assoluta. Ciò non risolve tuttavia gli attriti che risultano solo compensati momentaneamente dai nuovi deputati ottenuti.

### 1893
- 19 maggio - La Camera dei Deputati respinge il bilancio della giustizia, facendo così dimettere prima il ministro Teodorico Bonacci e, poco dopo, il governo. Il Re tuttavia, rifiuta ancora una volta le dimissioni, accettando solo quelle del ministro.
- 23 novembre - Ad un anno dalle elezioni politiche, la Camera da lettura pubblica la “Relazione del Comitato dei Sette”, istituita in seguito allo scandalo della Banca Romana scoppiato poco prima, concludendone una scarsa vigilanza degli istituti bancari ed accuse di traffico di denaro illecitamente prelevato rilevanti al Presidente del Consiglio, per un totale di ben 60 000 Lire.
- 24 novembre - A causa della pressione, il governo rassegna le sue dimissioni al Re, il quale le accoglie ed incarica Giuseppe Zanardelli di formare un nuovo governo. Tuttavia, in seguito all’infruttuosità di tale mandato per via delle opposizioni dell’Impero austro-ungarico alla nomina di Oreste Baratieri agli Esteri, l’incarico fu affidato nuovamente a Francesco Crispi.
- 15 dicembre - Con il giuramento del nuovo esecutivo termina ufficialmente l’esperienza di governo.